# مطلوب زوجة فورا (فلم)
مطلوب زوجة فورا هو فيلم مصري عرض عام 1964، بطولة فريد شوقي ومحمود المليجي وليلى طاهر، الفيلم مقتبس من قصة الفرصة السابعة لجون غابرييل ومن إخراج محمود فريد.

## قصة الفيلم
تدور أحداث الفيلم حول حلمي الشاب الغني الذي تسعى النساء إليه، وفي يوم ضاعت ثروته في أحد السباقات وبدأ الدائنون يطالبون بأموالهم ولم يتبق معه أي شيء ليعطيه لهم، فقرر حلمى البحث عن وظيفة وبيع منزله لمرزوق السلحدار وخطيبته سعاد خاصة بعد أن قرأ إعلانا عن وظيفة فتقدم إليها العديد من المتقدمين، إلا أن صديقًا له ساعده حيث أخبره المدير أن الوظيفة بمرتب 30 جنيها في أسوان بشرط أن يكون الموظف متزوجًا، اعتقد حلمى بك أن هذا الشرط سهل، خاصة وأن العديد من النساء يتمنون الزواج منه فذهب إلى «وزة» لكنها رفضت الزواج منه بعد أن علمت بضياع ثروته، وذهب إلى سنية وكريمة وميمي دون فائدة حتى الخاطبة لم تستطع مساعدته، حاول عثمان (خادم حلمى) صرف مرزوق وسعاد عن الشقة فأخبرهما أنها مسكونة وفى الوقت نفسه الذي علمت فيه وزة بأن حلمي ما زال يمتلك ثمن الشقة، ذهبت إليه حيث قابلت مرزوق (مهرب المخدرات) وتقربت منه، وفي الوقت نفسه بدأت سعاد ترتاب في خطيبها فتركته ووافقت على خطبة حلمي لها حيث أعجب بجمالها وبدأت تستعد هي وحلمي للحفل، يفاجأ حلمى بصديقاته القديمات يدخلن عليه ويعلن موافقتهن على الزواج منه حيث ورث حلمي ثروة هائلة تقدر بـ 200 ألف جنيه.

## طاقم التمثيل
- فريد شوقي: (حلمي)
- محمود المليجي: (مرزوق السلحدار)
- ليلى طاهر: (سعاد)
- محمد رضا: (سيد عبد اللطيف)
- الضيف أحمد: (عثمان)
- كامل أنور: (سائق التاكسي)
- ميمي جمال: (ميمي)
- كريمة الشريف: (كريمة)
- محمد شوقي: (المأذون)
- فتحية عبد الغني: (أم عزيزة الخاطبة)
- كمال الزيني: (صلاح)
- محسن حسنين: (رجل بالبار)
- ليلى حمدي: (سنية عبد السميع)
- عثمان العوضى: (المحامي خيرت)
- سهير زكي: (وزة - الراقصة)
- مطاوع عويس: (شيال)
- سميحة محمد: (من الدائنين)
- طوسون معتمد: (شيال)
- نصر سيف: (من الدائنين)
- الطوخي توفيق: (رجل بالبار)
- محمد الرملي: (من الدائنين)
- زكي الفيومي: (من الدائنين)
- محمد الحلو: (رجل بالبار)
- سيد غنيم: (البارمان)
- محمد نبيه: (رجل بالبار)

## فريق العمل
- إخراج: محمود فريد
- قصة: مقتبس من قصة الفرصة السابعة لجون غابرييل
- سيناريو: عبد الحي أديب
- حوار: محمد أبو يوسف
- مدير التصوير: مسعود عيسى
- مونتاج: حسين أحمد
- إنتاج: العصرية للسينما (عبد الرحمن كيخيا)
- توزيع داخلي: العصرية للسينما
- توزيع خارجي: الشركة العربية للسينما